# Finland op de Olympische Zomerspelen 1912
Finland nam deel aan de Olympische Zomerspelen 1912 in Stockholm, Zweden.
Het Grootvorstendom Finland was destijds onderdeel van het Russische Rijk, maar de Finse resultaten worden door de IOC apart gezien van de Russische.

## Medailleoverzicht
| Sport       | Olympiër | Onderdeel                           | Medaille |
| ----------- | --- | ----------------------------------- | -------- |
| Atletiek    | Hannes Kolehmainen | 5000m (m)                           | Goud     |
| Atletiek    | Hannes Kolehmainen | 10000m (m)                          | Goud     |
| Atletiek    | Hannes Kolehmainen | veldlopen (m)                       | Goud     |
| Atletiek    | Armas Taipale | discuswerpen (m)                    | Goud     |
| Atletiek    | Armas Taipale | discuswerpen 2-handig (m)           | Goud     |
| Atletiek    | Julius Saaristo | speerwerpen 2-handig (m)            | Goud     |
| Worstelen   | Emil Väre | -60kg Grieks-Romeins (m)            | Goud     |
| Worstelen   | Kaarlo Koskelo | -67,5kg Grieks-Romeins (m)          | Goud     |
| Worstelen   | Yrjö Saarela | +82,5kg Grieks-Romeins (m)          | Goud     |
| Atletiek    | Elmer Niklander | discuswerpen 2-handig (m)           | Zilver   |
| Atletiek    | Julius Saaristo | speerwerpen (m)                     | Zilver   |
| Atletiek    | Väinö Siikaniemi | speerwerpen 2-handig (m)            | Zilver   |
| Atletiek    | Hannes Kolehmainen Jalmari Eskola Albin Stenroos | veldlopen team (m)                  | Zilver   |
| Turnen      | Kaarlo Ekholm Eino Forsström Eero Hyvärinen Mikko Hyvärinen Tauno Ilmoniemi Ilmari Keinänen Jalmari Kivenheimo Karl Lund Aarne Pelkonen Ilmari Pernaja Arvid Rydman Eino Saastamoinen Aarne Salovaara Heikki Sammallahti Hannes Sirola Klaus Suomela Lauri Tanner Väinö Tiiri Kaarlo Vähämäki Kaarlo Vasama | meerkamp team (m)                   | Zilver   |
| Worstelen   | Ivar Böhling | -82,5kg Grieks-Romeins (m)          | Zilver   |
| Worstelen   | Johan Olin | +82,5kg Grieks-Romeins (m)          | Zilver   |
| Zeilen      | Waldemar Björkstén Jacob Björnström Bror Brenner Allan Franck Emil Lindh Adolf Pekkalainen Harry Wahl | 10m klasse                          | Zilver   |
| Atletiek    | Albin Stenroos | 10000m (m)                          | Brons    |
| Atletiek    | Elmer Niklander | kogelstoten 2-handig (m)            | Brons    |
| Atletiek    | Urho Peltonen | speerwerpen 2-handig (m)            | Brons    |
| Schietsport | Nestori Toivonen | 100m bewegend doel 1 schot (m)      | Brons    |
| Schietsport | Nestori Toivonen Iivar Väänänen Axel Fredrik Londen Ernst Rosenqvist | 100m bewegend doel 1 schot team (m) | Brons    |
| Worstelen   | Otto Lasanen | -67,5kg Grieks-Romeins (m)          | Brons    |
| Worstelen   | Alfred Asikainen | -75kg Grieks-Romeins (m)            | Brons    |
| Zeilen      | Arthur Ahnger Emil Lindh Bertil Tallberg Gunnar Tallberg Georg Westling | 8m klasse                           | Brons    |
| Zeilen      | Max Alfthan Erik Hartvall Jarl Hulldén Sigurd Juslén Ernst Krogius Eino Sandelin Johan Silén | 12m klasse                          | Brons    |

## Resultaten per onderdeel

### Atletiek
| Olympiër | Onderdeel                 | Resultaat    | Prestatie                                                               |
| --- | ------------------------- | ------------ | ----------------------------------------------------------------------- |
| Lauri Pihkala | 800m (m)                  | DNF          | serie 9: niet gefinisht                                                 |
| Matti Harju | 1500m (m)                 | onbekend     | serie 7: 4de                                                            |
| Viljam Johansson | 5000m (m)                 | DNF          | serie 5: 3de in 15.31,4 finale: niet gestart                            |
| Hannes Kolehmainen | 5000m (m)                 | Goud         | serie 4: 1ste in 15.38,9 finale: 1ste in 14.36,6 (WR)                   |
| Aarne Lindholm | 5000m (m)                 | DNF          | serie 3: niet gefinisht                                                 |
| Hannes Kolehmainen | 10000m (m)                | Goud         | serie 1: 1ste in 33.49,0 (OR) finale: 1ste in 31.20,8 (OR)              |
| Tatu Kolehmainen | 10000m (m)                | Goud         | serie 3: 1ste in 32.47,8 finale: 1ste in 14.36,6 (WR)                   |
| Albin Stenroos | 10000m (m)                | Brons        | serie 2: 4de in 33.28,4 finale: 3de in 32.21,8                          |
| Valdemar Wickholm | 110m horden (m)           | halve finale | serie 4: 2de in 16,6 halve finale 5: 2de in 16,6                        |
| Hannes Kolehmainen Albin Stenroos Viljam Johansson Aarne Lindholm Matti Harju                                             | 3000m team (m)            | halve finale | halve finale: V van Verenigde Staten: 9-12                              |
| Emil Kukko | verspringen (m)           | 24e          | kwalificatie groep A: 9de met 6,11m                                     |
| Johan Halme | hink-stap-springen (m)    | 11e          | kwalificatie groep A: 4de met 13,79m                                    |
| Arvo Laine | hoogspringen (m)          | 13e          | kwalificatie groep B: 7de met 1,75m                                     |
| Paavo Aho | kogelstoten (m)           | 10e          | kwalificatie groep A: 5de met 12,40m                                    |
| Elmer Niklander | kogelstoten (m)           | 4e           | kwalificatie groep B: 2de met 13,65m                                    |
| Verner Järvinen | discuswerpen (m)          | 15e          | kwalificatie groep B: 3de met 38,60m                                    |
| Elmer Niklander | discuswerpen (m)          | 4e           | kwalificatie groep C: 1ste met 42,09m                                   |
| Armas Taipale | discuswerpen (m)          | Goud         | kwalificatie groep A: 1ste met 43,91m (OR) finale: 1ste met 45,21m (OR) |
| Johan Halme | speerwerpen (m)           | 4e           | kwalificatie groep A: 3de met 54,65m                                    |
| Emil Kukko | speerwerpen (m)           | 18e          | kwalificatie groep B: 3de met 44,66m                                    |
| Jonni Myyrä | speerwerpen (m)           | 8e           | kwalificatie groep B: 1ste met 51,33m                                   |
| Urho Peltonen | speerwerpen (m)           | 9e           | kwalificatie groep A: 4de met 49,20m                                    |
| Julius Saaristo | speerwerpen (m)           | Zilver       | kwalificatie groep A: 2de met 55,37m finale: 2de met 58,66m             |
| Väinö Siikaniemi | speerwerpen (m)           | 5e           | kwalificatie groep D: 1ste met 52,43m                                   |
| Paavo Aho | kogelstoten 2-handig (m)  | 6e           | kwalificatie groep A: 3de met 23,30m                                    |
| Elmer Niklander | kogelstoten 2-handig (m)  | Brons        | kwalificatie groep B: 2de met 26,67m finale: 3de met 27,14m             |
| Verner Järvinen | discuswerpen 2-handig (m) | 12e          | kwalificatie groep B: 4de met 66,69m                                    |
| Elmer Niklander | discuswerpen 2-handig (m) | Zilver       | kwalificatie groep B: 1ste met 72,05m finale: 2de met 77,96m            |
| Armas Taipale | discuswerpen 2-handig (m) | Goud         | kwalificatie groep A: 1ste met 80,03m finale: 1ste met 82,86m           |
| Johan Halme | speerwerpen 2-handig (m)  | 9e           | kwalificatie groep A: 4de met 88,54m                                    |
| Urho Peltonen | speerwerpen 2-handig (m)  | Brons        | kwalificatie groep B: 1ste met 100,24m finale: 3de met 100,24m          |
| Julius Saaristo | speerwerpen 2-handig (m)  | Goud         | kwalificatie groep A: 1ste met 109,42m finale: 1ste met 109,42m         |
| Väinö Siikaniemi | speerwerpen 2-handig (m)  | Zilver       | kwalificatie groep C: 1ste met 101,13m finale: 2de met 101,13m          |
| Emil Kukko | vijfkamp (m)              | DNF          | niet gefinisht                                                          |
| Valdemar Wickholm | tienkamp (m)              | 7e           | 7058,795 punten                                                         |
| Jalmari Eskola | veldloop (m)              | 4e           | 46.54,8                                                                 |
| Matti Harju | veldloop (m)              | DNF          | niet gefinisht                                                          |
| Väinö Heikkilä | veldloop (m)              | 25e          | 54.08,0                                                                 |
| Viljam Johansson | veldloop (m)              | 11e          | 48.03,00                                                                |
| Hannes Kolehmainen | veldloop (m)              | Goud         | 45.11,6                                                                 |
| Ville Kyrönen | veldloop (m)              | 7e           | 47.32,0                                                                 |
| Aarne Lindholm | veldloop (m)              | DNF          | niet gefinisht                                                          |
| Albin Stenroos | veldloop (m)              | 6e           | 47.23,4                                                                 |
| Jalmari Eskola Matti Harju Väinö Heikkilä Viljam Johansson Hannes Kolehmainen Ville Kyrönen Aarne Lindholm Albin Stenroos | veldloop team (m)         | Zilver       | 11 punten                                                               |

### Roeien
| Olympiër                                                                 | Onderdeel       | Resultaat | Prestatie                                                     |
| ------------------------------------------------------------------------ | --------------- | --------- | ------------------------------------------------------------- |
| Axel Haglund                                                             | skiff (m)       | 10e       | serie 3: 2de in 8.11,8                                        |
| Oskar Forsman Valdemar Henriksson Karl Lönnberg Johan Nyholm Emil Nylund | dubbel-vier (m) | 5e        | serie 2: 1ste in 7.18,2 kwartfinale: V van Denemarken: 7.12,5 |

### Schietsport
| Olympiër                                                                            | Onderdeel                           | Resultaat | Prestatie                 |
| ----------------------------------------------------------------------------------- | ----------------------------------- | --------- | ------------------------- |
| Jalo Autonen                                                                        | 300m geweer 3 houdingen (m)         | 59e       | 776 punten: (286-279-211) |
| Emil Holm                                                                           | 300m geweer 3 houdingen (m)         | 49e       | 835 punten: (312-280-243) |
| Heikki Huttunen                                                                     | 300m geweer 3 houdingen (m)         | 25e       | 906 punten: (318-298-290) |
| Lauri Kolho                                                                         | 300m geweer 3 houdingen (m)         | 57e       | 787 punten: (284-265-238) |
| Voitto Kolho                                                                        | 300m geweer 3 houdingen (m)         | 13e       | 923 punten: (320-313-290) |
| Gustaf Nyman                                                                        | 300m geweer 3 houdingen (m)         | 19e       | 913 punten: (322-289-302) |
| Nestori Toivonen                                                                    | 300m geweer 3 houdingen (m)         | DNF       | niet gefinisht            |
| Huvi Tuiskunen                                                                      | 300m geweer 3 houdingen (m)         | 39e       | 875 punten: (289-322-264) |
| Vilho Vauhkonen                                                                     | 300m geweer 3 houdingen (m)         | 41e       | 870 punten: (304-285-281) |
| Voitto Kolho Heikki Huttunen Gustav Nyman Emil Holm Huvi Tuiskunen Vilho Vauhkonen  | vrij geweer team (m)                | 55e       | 5323 punten               |
| Axel Fredrik Londen                                                                 | 100m bewegend doel 1 schot (m)      | 15e       | 31 punten                 |
| Karl Reilin                                                                         | 100m bewegend doel 1 schot (m)      | 26e       | 26 punten                 |
| Ernst Rosenqvist                                                                    | 100m bewegend doel 1 schot (m)      | 14e       | 32 punten                 |
| Nestori Toivonen                                                                    | 100m bewegend doel 1 schot (m)      | Brons     | 41 punten                 |
| Huvi Tuiskunen                                                                      | 100m bewegend doel 1 schot (m)      | 21e       | 28 punten                 |
| Iivar Väänänen                                                                      | 100m bewegend doel 1 schot (m)      | 21e       | 28 punten                 |
| Nestori Toivonen Iivar Väänänen Axel Fredrik Londen Ernst Rosenqvist                | 100m bewegend doel 1 schot team (m) | Brons     | 123 punten                |
| Heikki Huttunen                                                                     | 50m vrij pistool (m)                | 28e       | 424 punten                |
| Edvard Bacher                                                                       | trap (m)                            | 45e       | 13 punten                 |
| Emil Collan                                                                         | trap (m)                            | 29e       | 38 punten                 |
| Emil Fabritius                                                                      | trap (m)                            | 53e       | 28 punten                 |
| Karl Fazer                                                                          | trap (m)                            | 12e       | 86 punten                 |
| Robert Huber                                                                        | trap (m)                            | 29e       | 38 punten                 |
| Adolf Schnitt                                                                       | trap (m)                            | 4e        | 88 punten                 |
| Edvard Bacher Robert Huber Adolf Schnitt Emil Collan Karl Fazer Axel Fredrik Londen | trap team (m)                       | 5e        | 233 punten                |

### Schoonspringen
| Olympiër          | Onderdeel      | Resultaat | Prestatie                                             |
| ----------------- | -------------- | --------- | ----------------------------------------------------- |
| Oskar Wetzell     | 3m plank (m)   | 17e       | groep 1: 7de met 33 punten                            |
| Toivo Nestori Aro | 10m toren (m)  | 8e        | groep 3: 3de met 16 punten finale: 8ste met 40 punten |
| Kalle Kainuvaara  | 10m toren (m)  | 17e       | groep 2: 7de met 33 punten                            |
| Leo Suni          | 10m toren (m)  | 21e       | groep 1: 9de met 45 punten                            |
| Oskar Wetzell     | 10m toren (m)  | 16e       | groep 2: 6de met 32 punten                            |
| Toivo Nestori Aro | hoogduiken (m) | 5e        | groep 3: 2de met 10 punten finale: 5de met 26 punten  |
| Tauno Ilmoniemi   | hoogduiken (m) | 10e       | groep 1: 3de met 13 punten                            |
| Kalle Kainuvaara  | hoogduiken (m) | 13e       | groep 4: 3de met 14 punten                            |
| Albert Nyman      | hoogduiken (m) | 18e       | groep 4: 4de met 21 punten                            |
| Leo Suni          | hoogduiken (m) | 19e       | groep 4: 5de met 22 punten                            |
| Oskar Wetzell     | hoogduiken (m) | 10e       | groep 4: 2de met 13 punten                            |

### Turnen
| Olympiër | Onderdeel                | Resultaat | Prestatie      |
| --- | ------------------------ | --------- | -------------- |
| Kaarlo Ekholm | meerkamp individueel (m) | DNF       | niet gefinisht |
| Karl Jansson | meerkamp individueel (m) | 31e       | 103,00 punten  |
| Villiam Nieminen | meerkamp individueel (m) | 27e       | 105,75 punten  |
| Anders Tamminen | meerkamp individueel (m) | 37e       | 90,50 punten   |
| Yrjö Vuolio | meerkamp individueel (m) | DNF       | niet gefinisht |
| Kaarlo Ekholm Eino Forsström Eero Hyvärinen Mikko Hyvärinen Tauno Ilmoniemi Ilmari Keinänen Jalmari Kivenheimo Karl Lund Aarne Pelkonen Ilmari Pernaja Arvid Rydman Eino Saastamoinen Aarne Salovaara Heikki Sammallahti Hannes Sirola Klaus Suomela Lauri Tanner Väinö Tiiri Kaarlo Vähämäki Kaarlo Vasama | meerkamp team (m)        | Zilver    | 21,85 punten   |

### Voetbal
| Olympiër | Onderdeel | Resultaat | Prestatie |
| --- | --------- | --------- | --- |
| Gustaf Holmström Jalmari Holopainen Viljo Lietola Gösta Bernhard Löfgren Knut Lund Algoth Niska Artturi Nyyssönen Öhman Lars Schybergson Eino Soinio Kaarlo Soinio August Syrjäläinen Lauri Tanner Bror Wiberg Ragnar Wickström | mannen    | 4e        | 1ste ronde: W van Italië: 3-2 2de ronde: W van Rusland: 2-1 halve finale: V van Groot-Brittannië: 0-4 bronzen finale: V van Nederland: 0-9 |

### Wielersport
| Olympiër                                                | Onderdeel          | Resultaat | Prestatie      |
| ------------------------------------------------------- | ------------------ | --------- | -------------- |
| Juho Jaakonaho                                          | tijdrit (m)        | DNF       | niet gefinisht |
| Johan Kankkonen                                         | tijdrit (m)        | 34e       | 11:41.35,5     |
| Antti Raita                                             | tijdrit (m)        | 6e        | 11:02.20,3     |
| Vilho Tilkanen                                          | tijdrit (m)        | 21e       | 11:28.38,5     |
| Hjalmar Väre                                            | tijdrit (m)        | 66e       | 12:21.29,2     |
| Johan Kankkonen Antti Raita Vilho Tilkanen Hjalmar Väre | ploegentijdrit (m) | 5e        | 46:34.03,5     |

### Worstelen
| Olympiër            | Onderdeel      | Resultaat      | Prestatie |
| Grieks-Romeins      | Grieks-Romeins | Grieks-Romeins | Grieks-Romeins |
| ------------------- | -------------- | -------------- | --- |
| Lauri Haapanen      | -60kg (m)      | 6e             | 1ste ronde: W van POR Pereira 2de ronde: W van HUN Szoszky 3de ronde: W van DEN Hetmar 4de ronde: V van GER Gerstäcker 5de ronde: vrij 6de ronde: V van SWE Öberg                                                  |
| Hjalmar Lehmusvirta | -60kg (m)      | 6e             | 1ste ronde: W van GBR Cockings 2de ronde: W van ITA Ciai 3de ronde: W van NOR Hestdahl 4de ronde: W van AUT Rauss 5de ronde: V van SWE Öber 6de ronde: V van GER Gerstacker                                        |
| Kaarle Leivonen     | -60kg (m)      | 4e             | 1ste ronde: W van ITA Ciai 2de ronde: W van GBR Cockings 3de ronde: W van SWE Öberg 4de ronde: W van BOH Beranek 5de ronde: W van SWE Larsson 6de ronde: V van FIN Lasanen 7de ronde: V van GER Gerstacker         |
| Otto Lasanen        | -60kg (m)      | Brons          | 1ste ronde: W van SWE Beckman 2de ronde: W van SWE Persson 3de ronde: W van NOR Gullaksen 4de ronde: W van SWE Larsson 5de ronde: V van SWE Johansson 6de ronde: W van FIN Leivonen 7de ronde: W van SWE Öberg     |
| Karl Kangas         | -60kg (m)      | 6e             | 1ste ronde: W van RUS Akondinov 2de ronde: V van SWE Larsson 3de ronde: W van HUN Pongracz 4de ronde: W van SWE Backman 5de ronde: W van GER Gerstacker 6de ronde: V van FIN Koskelo                               |
| Risto Mustonen      | -60kg (m)      | 24e            | 1ste ronde: V van DEN Hetmar 2de ronde: V van GER Gerstäcker |
| Kaarlo Koskelo      | -60kg (m)      | Goud           | 1ste ronde: W van AUT Raub 2de ronde: W van DEN Hansen 3de ronde: W van AUT Schärer 4de ronde: W van SWE Andersson 5de ronde: W van DEN Hetmar 6de ronde: W van FIN Kangas 7de ronde: vrij                         |
| Volmar Wikström     | -67,5kg (m)    | 6e             | 1ste ronde: W van FRA Lesieur 2de ronde: W van SWE Rydstrom 3de ronde: W van SWE Mathiasson 4de ronde: W van SWE Nilsson 5de ronde: V van SWE Malmström 6de ronde: V van SWE Lund                                  |
| Paul Tirkkonen      | -67,5kg (m)    | 29e            | 1ste ronde: W van AUT Stejskal 2de ronde: V van SWE Mamström |
| Johan Urvikko       | -67,5kg (m)    | 16e            | 1ste ronde: V van SWE Malmström 2de ronde: W van AUT Stejskal 3de ronde: W van HUN Orosz 4de ronde: V van DEN Hansen                                                                                               |
| Armas laitinen      | -67,5kg (m)    | 47e            | 1ste ronde: W van SWE Svenson |
| Johan Salonen       | -67,5kg (m)    | 11e            | 1ste ronde: W van FRA Bouffechoux 2de ronde: W van RUS Baumann 3de ronde: V van RUS Kaplur 4de ronde: W van NOR Frydenlund 5de ronde: V van SWE Nilsson                                                            |
| Eemili Väre         | -67,5kg (m)    | Goud           | 1ste ronde: W van RUS Baumann 2de ronde: W van FRA Bouffechoux 3de ronde: W van ITA Covre 4de ronde: W van RUS Kaplur 5de ronde: W van BOH Balej 6de ronde: W van SWE Malmström 7de ronde: vrij                    |
| Tuomas Pukkila      | -67,5kg (m)    | 23e            | 1ste ronde: V van ITA Covre 2de ronde: W van GBR Hayes 3de ronde: V van GER Heckel |
| David Kolehmainen   | -67,5kg (m)    | 6e             | 1ste ronde: W van NOR Olsen 2de ronde: W van NED Eillenbrecht 3de ronde: W van SWE Björklund 4de ronde: V van SWE Lund 5de ronde: W van GER Heckel 6de ronde: V van RUS Kaplur                                     |
| Aatami Tanttu       | -67,5kg (m)    | 11e            | 1ste ronde: W van NED Eillenbrecht 2de ronde: W van NOR Olsen 3de ronde: W van SWE Lund 4de ronde: V van GER Heckel 5de ronde: V van RUS Kaplur                                                                    |
| Volmar Wikström     | -75kg (m)      | 4e             | 1ste ronde: W van NOR Gundersen 2de ronde: W van RUS Polis 3de ronde: W van ITA Carcereri 4de ronde: W van AUT Kokotowitsch 5de ronde: W van SWE Fälström 6de ronde: V van SWE Johanson 7de ronde: V van RUS Klein |
| Alfred Asikainen    | -75kg (m)      | Brons          | 1ste ronde: W van GBR Bacon 2de ronde: W van GBR Bacon 3de ronde: W van POR Victal 4de ronde: W van SWE Andersson 5de ronde: W van SWE Johanson 6de ronde: W van NED Sint 7de ronde: vrij                          |
| Fridolf Lundsten    | -75kg (m)      | 7e             | 1ste ronde: W van SWE Melin 2de ronde: W van GBR Bacon 3de ronde: W van SWE Andersson 4de ronde: V van SWE Johanson 5de ronde: V van NED Sint                                                                      |
| Emil Westerlund     | -75kg (m)      | 7e             | 1ste ronde: W van SWE Dahlberg 2de ronde: V van SWE Frank 3de ronde: W van NED Sint 4de ronde: W van AUT Totuschek 5de ronde: V van RUS Klein                                                                      |
| Theodor Tirkkonen   | -75kg (m)      | 11e            | 1ste ronde: W van GBR Rhys 2de ronde: V van SWE Johanson 3de ronde: W van SWE Johansson 4de ronde: V van NED Sint                                                                                                  |
| Mikko Holm          | -75kg (m)      | 7e             | 1ste ronde: V van GER Merkle 2de ronde: W van DEN Andersen 3de ronde: W van GER Kurz 4de ronde: W van SWE Johansson 5de ronde: V van FIN Aberg                                                                     |
| Karl Åberg          | -75kg (m)      | Brons          | 1ste ronde: W van GER Steputat 2de ronde: W van GER Kurz 3de ronde: W van GER Merkle 4de ronde: W van HUN Miskey 5de ronde: W van FIN Holm 6de ronde: V van RUS Klein 7de ronde: V van SWE Johanson                |
| Ivar Böhling        | -82,5kg (m)    | Zilver         | 1ste ronde: W van FRA Martin 2de ronde: W van GER Gross 3de ronde: W van GER Oehler 4de ronde: W van ITA Arpe 5de ronde: W van DEN Christensen 6de ronde: W van GER Lange                                          |
| Anders Rajala       | -82,5kg (m)    | 4e             | 1ste ronde: W van GER Gross 2de ronde: W van DEN Nagel 3de ronde: W van ITA Arpe 4de ronde: V van ISL Petursson 5de ronde: W van DEN Eriksen 6de ronde: V van HUN Varga                                            |
| Oskar Kumpu         | -82,5kg (m)    | 19e            | 1ste ronde: V van ITA Arpe 2de ronde: V van GER Oehler |
| Gustaf Lind         | -82,5kg (m)    | 19e            | 1ste ronde: V van ISL Petursson 2de ronde: V van ITA Arpe |
| Johan Salila        | -82,5kg (m)    | 16e            | 1ste ronde: W van SWE Fogelmark 2de ronde: V van ISL Petursson 3de ronde: V van DEN Eriksen |
| Oskar Wiklund       | -82,5kg (m)    | 10e            | 1ste ronde: W van DEN Eriksen 2de ronde: W van HUN Varga 3de ronde: W van ISL Petursson 4de ronde: V van GER Lange                                                                                                 |
| Knut Lindberg       | -82,5kg (m)    | 6e             | 1ste ronde: W van GER Lange 2de ronde: W van SWE Ekman 3de ronde: V van HUN Varga 4de ronde: W van SWE Nilsson 5de ronde: V van SWE Ahlgren                                                                        |
| Karl Lind           | -82,5kg (m)    | 16e            | 1ste ronde: W van NOR Løvold 2de ronde: V van ITA Gardini 3de ronde: V van SWE Ahlgren |
| Yrjö Saarela        | +82,5kg (m)    | Goud           | 1ste ronde: W van SWE Karlsson 2de ronde: W van GER Hauptmanns 3de ronde: W van SWE Lindstrand 4de ronde: W van DEN Jensen 5de ronde: V van FIN Olin 6de ronde: W van GER Neser                                    |
| Johan Olin          | +82,5kg (m)    | Zilver         | 1ste ronde: W van FRA Paoli 2de ronde: W van SWE Lindstrand 3de ronde: W van GER Neser 4de ronde: W van FIN Viljaama 5de ronde: W van FIN Saarela 6de ronde: vrij                                                  |
| Kalle Viljamaa      | +82,5kg (m)    | 5e             | 1ste ronde: W van GER Hauptmanns 2de ronde: W van FRA Paoli 3de ronde: W van NED Bonneveld 4de ronde: V van FIN Olin 5de ronde: V van GER Neser                                                                    |
| Emil Backenius      | +82,5kg (m)    | 5e             | 1ste ronde: V van NED Bonneveld 2de ronde: W van BEL Gerstmans 3de ronde: W van GBR Barrett 4de ronde: W van FIN Pelander 5de ronde: V van DEN Jensen                                                              |
| Adolf Lindfors      | +82,5kg (m)    | 7e             | 1ste ronde: W van SWE Sandberg 2de ronde: V van DEN Jensen 3de ronde: vrij 4de ronde: V van GER Neser |
| Gustaf Pelander     | +82,5kg (m)    | 7e             | 1ste ronde: vrij 2de ronde: W van SWE Sandberg 3de ronde: V van DEN Jensen 4de ronde: V van FIN Backenius |

### Zeilen
| Olympiër                                                                                              | Onderdeel  | Resultaat | Prestatie       |
| --- | ---------- | --------- | --------------- |
| Ernst Estlander Torsten Sandelin Gunnar Stenbäck                                                      | 6m klasse  | 5e        | 0 punten: (4-6) |
| Arthur Ahnger Emil Lindh Bertil Tallberg Gunnar Tallberg Georg Westling                               | 8m klasse  | Brons     | 3 punten: (5-2) |
| Curt Andstén Jarl Andstén Carl Girsén Gustaf Estlander Bertel Juslén                                  | 8m klasse  | 4e        | 2 punten: (3-3) |
| Waldemar Björkstén Jacob Björnström Bror Brenner Allan Franck Emil Lindh Adolf Pekkalainen Harry Wahl | 10m klasse | Zilver    | 4 punten: (2-3) |
| Max Alfthan Erik Hartvall Jarl Hulldén Sigurd Juslén Ernst Krogius Eino Sandelin Johan Silén          | 12m klasse | Brons     | 2 punten: (3-3) |

### Zwemmen
| Olympiër         | Onderdeel           | Resultaat | Prestatie                                            |
| ---------------- | ------------------- | --------- | ---------------------------------------------------- |
| Arvo Aaltonen    | 200m schoolslag (m) | 8e        | serie 2: 2de in 3.13,0 halve finale 1: 4de in 3.11,6 |
| Herman Cederberg | 200m schoolslag (m) | series    | serie 6: 3de in 3.18,6                               |
| Vilhelm Lindgrén | 200m schoolslag (m) | series    | serie 6: 4de in 3.21,2                               |
| Lennart Lindroos | 200m schoolslag (m) | 11e       | serie 1: 3de in 3.16,6 halve finale 1: 6de in 3.17,0 |
| Arvo Aaltonen    | 400m schoolslag (m) | 6e        | serie 4: 2de in 6.48,8 halve finale 2: 3de in 6.56,8 |
| Vilhelm Lindgrén | 400m schoolslag (m) | 12e       | serie 4: 3de in 7.12,6                               |
| Lennart Lindroos | 400m schoolslag (m) | 8e        | serie 2: 2de in 7.03,0 halve finale 2: 4de in 7.02,4 |
|                  |                     |           |                                                      |
| Tyyne Järvi      | 100m vrije slag (v) | series    | serie 1: 5de in 1.42,4                               |
| Regina Kari      | 100m vrije slag (v) | series    | serie 4: 6de                                         |

Australazië · België · Bohemen · Canada · Chili · Denemarken · Duitsland · Egypte · Finland · Frankrijk · Griekenland · Groot-Brittannië · Hongarije · IJsland · Italië · Japan · Luxemburg · Nederland · Noorwegen · Oostenrijk · Portugal · Rusland · Servië · Turkije · Verenigde Staten · Zuid-Afrika · Zweden · Zwitserland